# جواد تشوبانلي
جواد تشوبانلي (بالتركية:  Cevat Çobanlı)‏ ‏14 سبتمبر 1870 أو 1871 – 13 مارس 1938) كان قائدًا عسكريًا في القوات المسلحة العثمانية للدولة العثمانية ووزير الدفاع في القوات البرية التركية.